# Ato Final
"Ato Final" é o último episódio da série de televisão norte-americana The Spectacular Spider-Man. Sua exibição original foi em 18 de Novembro de 2009.

## Sinopse
Peter decide romper seu namoro com Liz Allan, e ao mesmo tempo acaba descobrindo que Norman Osborn é o Duende Verde.

## Produção
Greg Weisman atuou no episódio como Donald Men Ken, personagem secundário que nos quadrinhos, era fiel a Norman. Na seqüência de abertura do episódio, é mostrado os principais personagens nele.

## Recepção
No website comicsonline foi dito que esse era um dos melhores episódios de uma das melhores séries, que continha os melhores momentos entre Peter Parker e o resto dos personagens.Em 2010, Adam Van Wyk foi indicado ao prêmio Annie de melhor storyboard em uma produção de televisão, por esse episódio. Foi feita uma votação sobre o episódio das notas de 0 a 10, e mais pessoas votaram para a opção "nota 10" (72.41%).